# Locen
Locen (en euskera y oficialmente, Lozen) es un caserío del Valle de Ulzama, habitado en 2018 por 9 vecinos. No pertenece a ninguno de los Concejos que le rodean, dependiendo directamente del Ayuntamiento del valle.

## Territorio

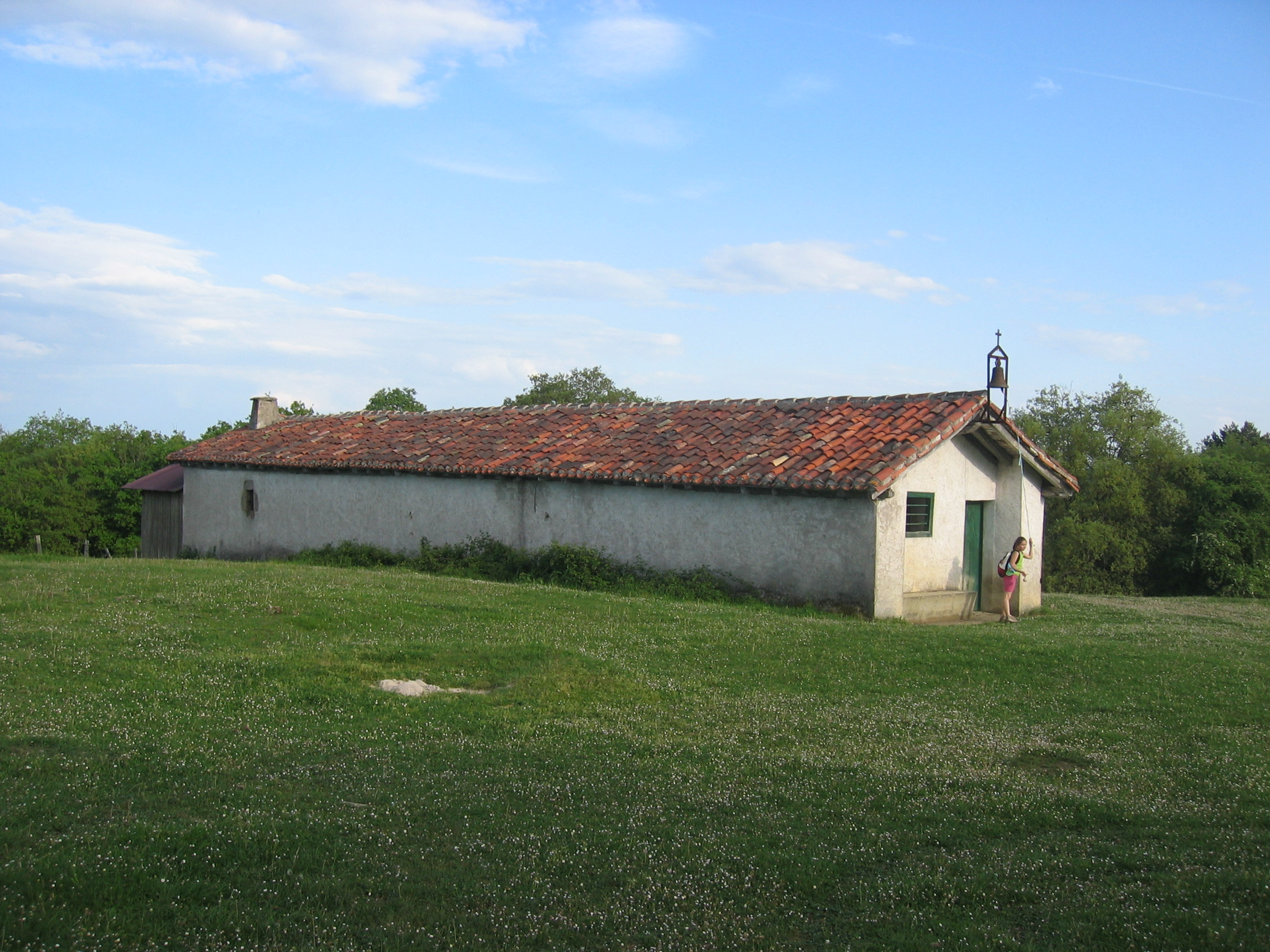
Ermita de Santa Lucía junto a la cima de Arañotz

Queda situado entre los términos concejiles de Iraizoz al oeste, Arraiz-Orkin al este y Elso al sur; el caserío formado por cuatro casas ocupa una superficie de 4.700 m², rodeado por unas 76 ha, que no pertenecen a ningún concejo por lo que depende directa y exclusivamente del Ayuntamiento. El acceso a Locen se puede realizar desde varios caminos que le unen a Orkin, Arraiz y al polígono industrial de Elordi, situado en el término concejil de Iraizoz.
Las 76 ha del terreno en que se enclava se extiende de norte a sur, desde el caserío situado al norte a la cima de Arañotz (840 m s. n. m.), cerca ya de la muga con Iráizoz y Elso. La zona norte, más cercana al caserío la ocupan praderas, pero la mayor parte de las 76 ha están cubiertas por roble común, con una amplia mancha de haya. La zona de pradera queda incluida en la Zona de Especial Conservación (ZEC) de los Robledales de Basaburua y Ulzama (ES2200043), mientras que la zona de bosque queda en la zona sensible de la ZEC.
Junto a la cima del Arañotz se encuentra la ermita de Santa Lucía; a ella se celebra una romería el primer sábado de junio. Se sube dese Iráizoz, aunque acuden vecinos de casi todos los pueblos del valle; después de la misa se tiene una comida popular.

## Datos históricos
La primera referencia documental de Locen se encuentra en libro de Rediezmo de 1268, debía entregar dos robos de trigo, dos de avena y seis dineros, esos bienes que no dependían de los habitantes sino de los cultivos de su territorio, eran similares a los que correspondían a Guerendiáin. En Libro de Fuegos de 1425 y 1428, aparece, junto con Berroeta, con 3 fuegos.
En 1514 el señor de Góngora realiza un recuento de casas para conocer el importe de los cuarteles y alcabalas, en él no figuran Locen ni Beroeta, quizá sus casas se ha contabilizado junto con las de algunos de los concejos cercanos (Iráizoz y Arraiz-Orquín). Posiblemente en esos años se había convertido ya en un coto redondo, sin contar con un concejo propio.
Aunque el topónimo de Berroeta no se conserva actualmente en la zona, en el Archivo Diocesano de Pamplona hay un documento que contiene algunos datos sobre este lugar, en 1636 hay una demanda del abad de Arraiz-Orkin contra los vecinos de Orkin que se oponían a la venta de las campanas que existían en la ermita de San Esteban, en el término llamado Berroeta, pues sostenían que esa ermita era su iglesia parroquial; se deduce pues que Berroeta, en ese momento un desolado del que se mantenía en pie la ermita, debía encontrarse entre Locen y Orkin.
Por los datos que proporcionan el censo del Conde de Aranda (1768) se sabe que en ese año Locen funcionaba como anejo de la parroquia de Alcoz, y en el censo del Conde de Floridablanca (1787).

## Demografía
Los datos de lo padrones que proporciona el Instituto Nacional de Estadística pueden completarse con los censos de Aranda y Floridablanca, con lo que se obtiene la siguiente serie:
| En el año >        | 1768 | 1787 | 1900 | 1920 | 1930 | 1940 | 1950 | 1960 | 1970 | 1981. | 2000 | 2002 | 2004 | 2006 | 2008 | 2010 | 2012 | 2014 | 2016 | 2018 |
| Población en Locen | 19   | 5    | 29   | 23   | 26   | 27   | 32   | 27   | 30   | 20    | 223  | 227  | 230  | 247  | 248  | 251  | 245  | 251  | 260  | 261  |